# Quindasvinto

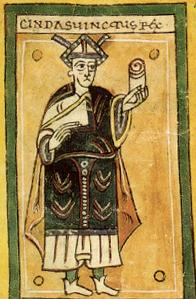
Chindasvinto retratado no Códice Albeldense

Quindasvinto (em latim: Chindasvintus) ou Quindasvindo (Chindasvindus; c. 562 — 653) foi rei visigodo da Hispânia, um dos mais notáveis da sua estirpe e cujo nome em godo era provavelmente Kindswinth ou Chindaswinth. Foi escolhido para ocupar o trono no ano de 642, quando já era idoso, tendo-se dedicado a pacificar o reino, dominar as facções dissidentes e a submeter a inquieta nobreza. Ganhou a merecida fama de sábio legislador pelas suas importantes realizações. Convocou o VII Concílio de Toledo (16 de outubro de 646), associou o seu filho Recesvinto ao trono (649), consolidou a inconstante monarquia visigoda e protegeu as artes e as letras do seu reino.